# 施州卫
施州卫，明朝时设置的卫所
洪武十四年（1381年）置，治所在今湖北省恩施市。辖境约当今恩施、五峰以西地。属湖广都司。清朝雍正六年（1728年），改置恩施县。 